# Aktienstraße (Mülheim an der Ruhr/Essen)
Koordinaten: 51° 26′ 39,1″ N, 6° 54′ 16,7″ O

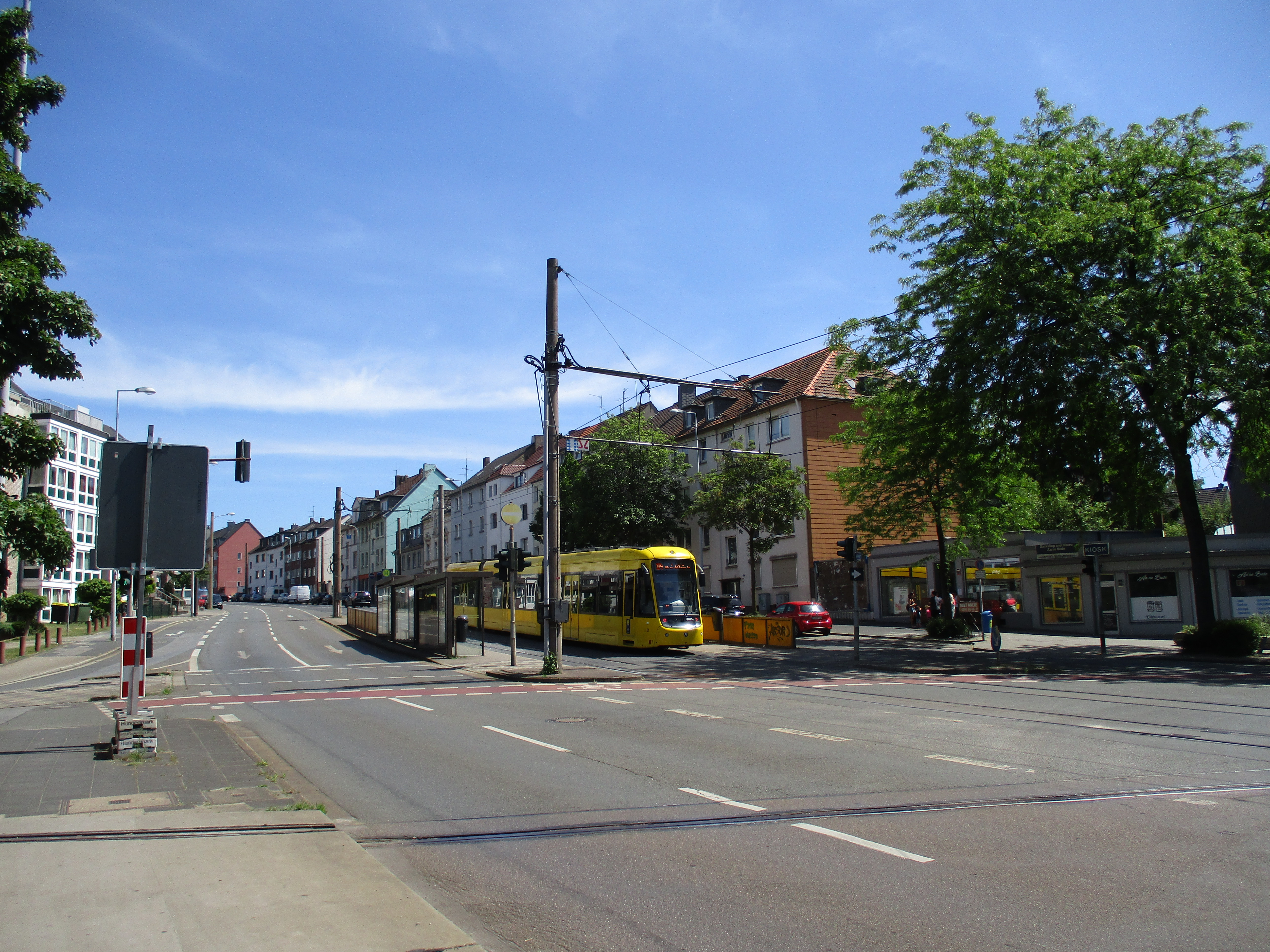
Aktienstraße in Mülheim an der Ruhr

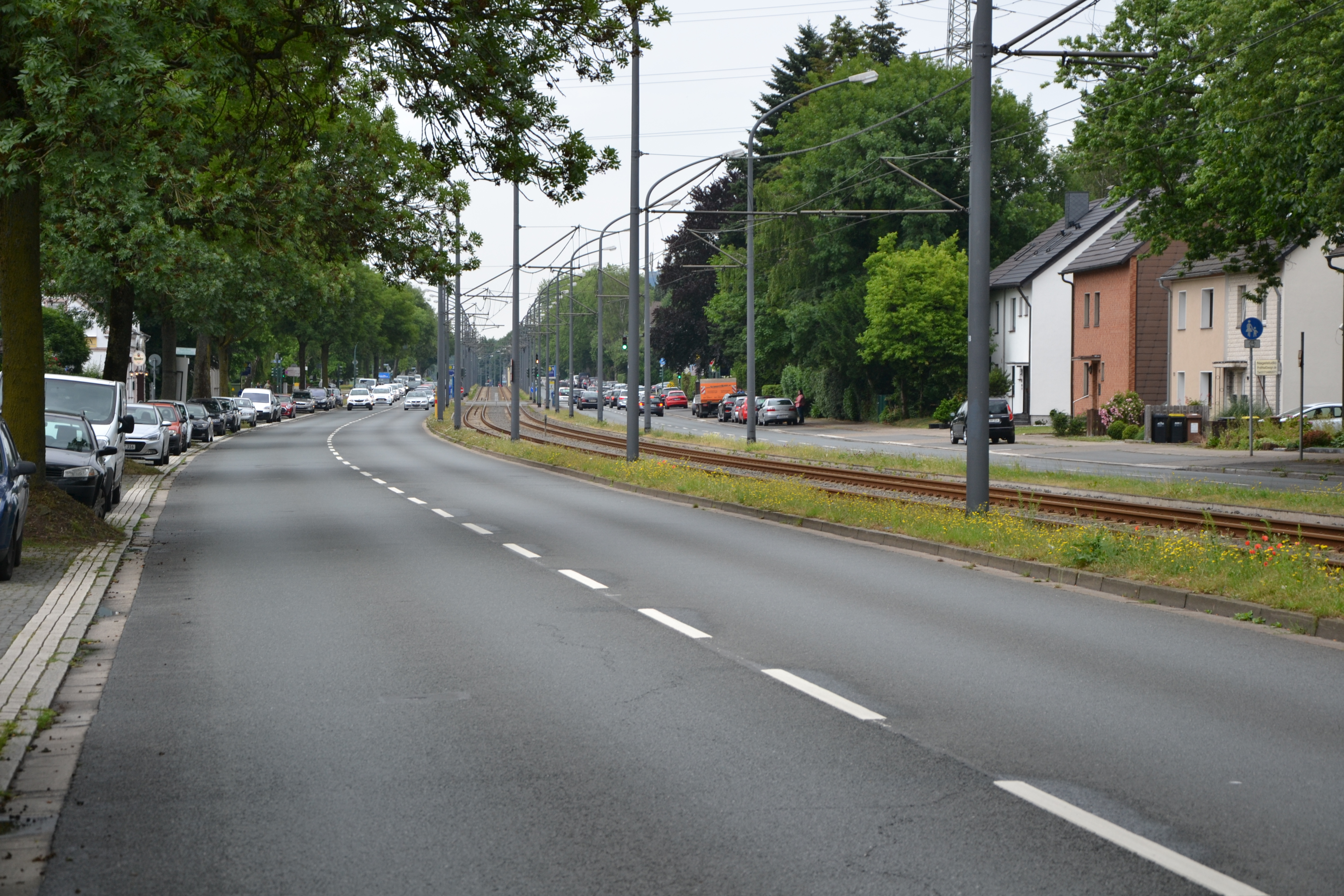
Aktienstraße in Essen

Die Aktienstraße in Mülheim an der Ruhr zählt heute zu den meistbefahrenen Straßen im Stadtgebiet. Die mehrspurige Hauptstraße führt von der Mülheimer Innenstadt bis nach Essen-Borbeck und ist eine der wichtigsten Verkehrsverbindungen zur A 40. Entlang der Straße führt die Strecke der Straßenbahnlinie 104.
Von der Friedrich-Ebert-Straße in Mülheim an der Ruhr bis zur Frintroper Straße in Essen hat die Straße eine Länge von rund 5,1 Kilometer. Davon sind 3,3 Kilometer auf Mülheimer (PLZ 45473) und 1,8 km auf Essener Stadtgebiet (PLZ 45359). 2011 wurde die Overfly-Verbindungsrampe zur Konrad-Adenauer-Brücke abgerissen und verkürzte die Aktienstraße auf Mülheimer Seite um 250 Meter.
Der Name Aktienstraße kommt daher, dass für den Bau der Straße durch die Firma Mathias Stinnes eine Aktiengesellschaft gegründet wurde, an der sich Zechenbesitzer und Kohlehändler aus Essen und Mülheim beteiligten. Sie wurde 1839 als Mülheim-Borbecker-Chaussee eröffnet und 1896 in Aktienstraße umbenannt.
Als Landesstraße im Regierungsbezirk Düsseldorf trägt sie die Bezeichnung L445.

## Geschichte
Im 18. und 19. Jahrhundert war Mülheim einer der wichtigsten Stapelplätze für die Verschiffung der im Ruhrgebiet geförderten Kohle. Von hier aus gelangte sie über Ruhrort und den Rhein zu den Absatzgebieten am Oberrhein und in die Niederlande. Von der Qualität reichte die in Mülheim geförderte Steinkohle nicht an die hochwertigere Fettkohle aus England heran. Um diesen Nachteil auszugleichen, mischten die Händler ihrer Ware die reichhaltigere Kohle aus den Essener Gruben hinzu, um auf den niederländischen Markt konkurrieren zu können. Dadurch entstand zwischen den beiden Städten ein reger Verkehr. Allerdings mussten die Händler einen umständlichen Umweg über eine besser ausgebaute Straße, der Ruhrort-Essener Chaussee, über Oberhausen nehmen, was die Preise der Ware verteuerte. Eine direkte Verbindung von den Zechen in Essen bis zu den Verladeplätzen in Mülheim war noch unwegsam. Der Weg war Anfang des 19. Jahrhunderts nur schlecht ausgebaut, führte zum Teil durch sumpfige Gräben und steile Schluchten. Regelmäßige Überschwemmungen durch den Eppinghofener Bach führten oft dazu, dass die schwerbeladenen Pferdekarren im Morast stecken blieben. Damit war die Verbindung als Handelsweg noch ungeeignet.
Bereits 1820 hatte der Reeder und Kohlenhändler Mathias Stinnes die Idee, den Weg zu einer befestigten Handelsstraße ausbauen zu lassen. Mit der direkten Verbindung von den Abbaugebieten bis zu den Kohleniederlagen an der Ruhr konnten sowohl die Zechenbesitzer als auch die Händler viel Zeit und Geld sparen. Um den Ausbau von Straßen kümmerte sich der preußische Staat jedoch kaum. So musste das Projekt privat finanziert werden. Für die Verwirklichung benötigte man eine Summe von 32.000 Talern. Hierfür gründete Stinnes 1829 eine Aktiengesellschaft, an der sich die Zechenbesitzer der Zechen Sälzer & Neuack, Schölerpad und Kronprinz sowie 49 Mülheimer und Essener Bürgern durch Zeichnung von Aktien beteiligten. 160 Einzelaktien zu je 200 Reichstalern wurden verkauft, was der damalige Bürgermeister Christian Weuste am 18. Juni 1829 bescheinigte. Überzeugt von dem Erfolg, gewährte der preußische Staat einen Zuschuss von 3000 Talern für das Straßenbauprojekt. Bis zum ersten Spatenstich dauerte es jedoch aus rechtlichen Gründen bis 1838. Die Aktionäre hatten ihre Rechnung ohne die Eppinghofener Bürger gemacht. Sie protestierten vehement gegen den Bau, da sie befürchteten, dass die neue Straße den Eppinghofener Bach staute und ihre Häuser flutete. Um den Absatz der Steinkohle dennoch voranzutreiben, baute man 1837 zwischenzeitlich die Sellerbecker Pferdebahn. Sie verlief südlich, parallel zur geplanten Straße.
Am 3. März 1838 erhielt die Firma Mathias Stinnes den Bauauftrag zur neuen Kunststraße, der Mülheim-Borbecker-Chaussee. Durch Bekanntmachung im Amtsblatt der Regierung wurde die Straße am 12. Oktober 1839 für den öffentlichen Verkehr eröffnet. Refinanziert wurde der Bau durch ein sogenanntes Chausseegeld. Es betrug bis zu zwei Silbergroschen und sechs Pfennige pro Fuhrwerk und musste an der Grenze zu Essen-Borbeck oder der Gaststätte Kirchberg (heute Bürgergarten) in Mülheim entrichtet werden. Fuhrwerke des Königs, der Armee oder der Kirche durften die Privatstraße unentgeltlich passieren.
Was sich bereits 1847 auf Essener Seite abzeichnete, folgte in Mülheim einige Jahre später: Mit Errichtung des Bergisch-Märkischen Eisenbahnnetzes und dem Niedergang der Ruhrschifffahrt verlor die Mülheim-Borbecker-Chaussee als Handelsverbindung an Bedeutung, denn die Abbauregionen der Steinkohle wanderten nach Norden in die Bereiche von Emscher und Lippe. 1862 entfernte man die Schlagbäume und wandelte sie zu einer normalen Verkehrsstraße um. In letzter Konsequenz wurde die alte Aktiengesellschaft 1896 aufgelöst und die Straße von der Provinzialverwaltung übernommen. Seit dem 14. August 1896 trägt sie den Namen Aktienstraße.
Mit Großstadtwerdung passte man die Aktienstraße an die neuen Bedürfnisse an. 1912 wurde zwischen Friedrich-Ebert-Straße und Grenze Borbeck eine Straßenbahnlinie gebaut, um eine Verbindung zur Elektrischen in Essen zu haben. Mehrere Straßenaus- und Umbaumaßnahmen folgten ab 1966 um die Verkehrsströme durch den gestiegenen Autoverkehr zu lenken. Von der Aktienstraße führte eine geschwungene Overfly-Verbindungsrampe zur Konrad-Adenauer-Brücke um den Stadtverkehr zu entlasten und eine direkte Weiterfahrt nach Speldorf und Broich zu ermöglichen. Diese wurde 2011 im Zuge des Stadtentwicklungskonzepts Ruhrbania abgerissen und verkürzte die Aktienstraße um 250 Meter. Dadurch erhielt der Knotenpunkt innenstadtnahe Parkplätze und eine andere Verkehrsführung.